# Scott Sinclair
Andrew Scott Sinclair (født 25. marts 1989) er en engelsk fodboldspiller, der spiller for Scottish Premier League-klubben Celtic. Sinclair spiller som kantspiller, der tidligere har spillet for Manchester City, Bristol Rovers, Chelsea, Plymouth Argyle, Queens Park Rangers, Charlton Athletic, Crystal Palace, Birmingham City, Wigan Athletic og Swansea City. Han repræsenterede Englands ungdomshold, fra U/17 til U/21.